# Джорджія Бінг
Джорджія Бінг (англ. Georgia Byng; нар. 6 вересня 1965, Велика Британія) — відома англійська письменниця з театральною освітою.

### Життєпис
Народилася 6 вересня 1965 року у Великій Британії Леді Джорджія Мері Керолін Бінг — старша дочка і друга дитина 8-ого Графа Страффорда, і його першої дружини Дженніфер Мей. Незважаючи на аристократичний титул, є автором дитячих книг і колишньої актрисою.
Дитинство пройшло біля містечка Вінчестер, в Англії. Разом із трьома неслухняними братами і сестрою зростала Джорджія. Дитиною вона любила грати на сцені і таким чином до вісімнадцяти років поступила в Лондонську The Central School of Speech and Drama.
У 1990 році — одружилася з Деніелом Чадвіком.

## Творча діяльність
Письменницьку кар'єру почала в середині 1990-х, малюючи комікси для самих маленьких дітей.
Після коледжу зайнялася живописом і літературною творчістю. До цього — писала для себе вірші і пісні. Згодом почала писати різні історії. Її першою книгою стала графічна історія «The Sock Monsters» для дітей 5-7 років, на створення якої вона витратила цілих 5 років. Книга була видана в 1995 році.
Вона видавала їх п'ять років, поки на початку 2000-х не задумала власну серію для дітей — про дівчинку Моллі Мун, яка володіє гіпнозом і вміє подорожувати в часі. Тоді будь-яку спробу залізти на територію літератури для підлітків сприймали як наслідування Гаррі Поттеру, але Бінг навіть і не приховувала: її головна героїня Моллі, як і Гаррі, була сирота, замість окулярів у неї зелені очі вирячені, за які її дражнять «баньката», замість Рона з Герміоною — кращий друг Роккі, замість Хогвартса — притулок, замість чарівної палички — чарівні камінці, які дозволяють їй переноситися до Пузиря світла і від нього подорожувати в часі. У всьому іншому це абсолютно інша дівчинка. І крім іншого книжки про неї відрізняються тим, що у них яскрава голографічна обкладинка.

### Книги
- The Sock Monsters
- Molly Moon's Incredible Book of Hypnotism
- Molly Moon Stops the World
- Molly Moon's Hypnotic Time Travel Adventure
- Molly Moon, Micky Minus and the Mind Machine
- Molly Moon and the Morphing Mystery
- Molly Moon and the Monster Music
- The Ramsbottom Rumble